# Francesca da Rimini
Francesca da Polenta, detta anche da Rimini (Ravenna, 1259/1260 – Rimini, tra il 1283 e il 1285), era una nobildonna di Ravenna, figlia del signore di Ravenna Guido da Polenta e di una nobile appartenente alla famiglia Fontana, forse di nome Francesca e discendente da Aldighiero (1140), che da Ferrara si rifugiò nella città romagnola.
su la marina dove 'l Po discende

per aver pace co' seguaci sui.»
(Dante Alighieri, Inferno, Canto V, 97-99)

## Biografia
Figlia di Guido da Polenta, capofamiglia dei Da Polenta, signori di Ravenna, fu data in sposa a Gianciotto Malatesta, condottiero che combatté assieme al fratello Paolo per i Da Polenta nella guerra contro la famiglia rivale dei Traversari per il dominio sulla città. Gianciotto era figlio del signore di Rimini, Malatesta da Verucchio. Le nozze erano state combinate dalle famiglie almeno dal 1266, non è chiaro se per sancire una pace duratura tra le due signorie, che ebbero spesso battibecchi e scontri, o invece come riconoscimento ai Malatesta che aiutarono Guido a imporre il proprio dominio su Ravenna.
Ad ogni modo non si trattava certo d'un matrimonio d'amore poiché nel 1275, quand'ella aveva 15-16 anni, tradì Gianciotto Malatesta con suo fratello Paolo. Di Francesca si sa poco, certo è che diede alla luce una figlia, Concordia.
Secondo il celebre racconto di Dante Alighieri, unico testimone e narratore sincrono della vicenda, ella s'innamorò di Paolo Malatesta, suo cognato, durante il suo matrimonio. Tra i due nacque un amore segreto, che una volta scoperto, portò all'assassinio dei due amanti. Secondo la narrazione di Dante (Canto V, v. 137: "Galeotto fu 'l libro e chi lo scrisse"), a far cedere alla tentazione i due amanti sarebbe stata la lettura di un romanzo sulla storia di amore tra Lancillotto e Ginevra, la quale avrebbe amato Lancillotto, mentre era sposata con Re Artù, con l'aiuto del siniscalco del re, Galeotto (Galehault). Dante esprime così una implicita critica alla poesia cavalleresca, responsabile di sollecitare istinti lussuriosi (non solo gli uomini ma anche i libri possono indurre al peccato).
La morte di Paolo e Francesca, secondo gli studi più recenti, avvenne tra il 1283 e il 1285, quando Gianciotto aveva poco più di quarant'anni, Paolo tra i trentasette e i trentanove, Francesca ventitré.
Diverse anche le narrazioni del "sanguinoso dramma" che furono riportate nei decenni e secoli successivi. Alcuni, come Vincenzo Carrari nella sua Istoria di Romagna, sostengono che Gianciotto, sorpresi la moglie e il fratello a letto abbracciati e addormentati, li avesse trapassati con un sol colpo.
L'unico presunto ritratto di Francesca non esiste più e gli altri sono tutti di fantasia: era raffigurata con la sorella suor Chiara in un affresco (di cui resta una testimonianza fotografica di Alinari) che ornava la Chiesa di Santa Maria in Porto Fuori, a Ravenna, realizzato da Giovanni Baronzio e Pietro da Rimini.

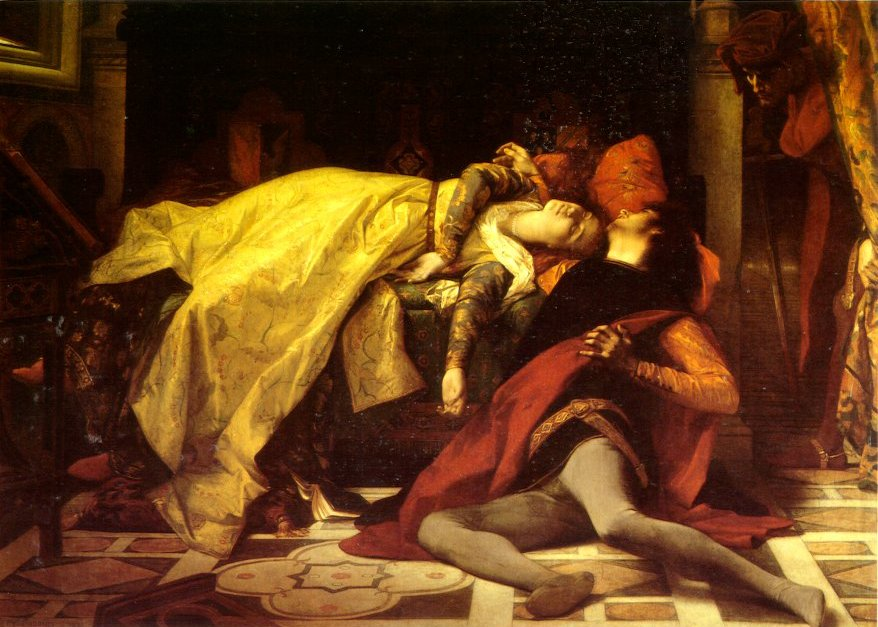
Alexandre Cabanel, La morte di Francesca da Rimini e di Paolo Malatesta, 1870

## Francesca da Rimini nella cultura popolare

### Teatro
- Francesca da Rimini, tragedia di Silvio Pellico, 1815
- Francesca da Rimini, "fantasia drammatica" di Mario Rapisardi, 1863
- Francesca da Rimini di Gabriele D'Annunzio, 1901: le prove vennero dirette dallo stesso D'Annunzio al Teatro della Pergola, mentre la prima andò in scena al teatro Costanzi di Roma. Il ruolo di Francesca andò a Eleonora Duse, che recitò nonostante non sentisse la parte e iniziasse a mal sopportare il dilettantismo teatrale di Gabriele D'Annunzio. La sua recitazione sarà definita "paralizzata" da Luigi Pirandello
- Nello spettacolo teatrale La Divina Commedia Francesca Da Rimini è interpretata da Manuela Zanier e Rosy Bonfiglio.

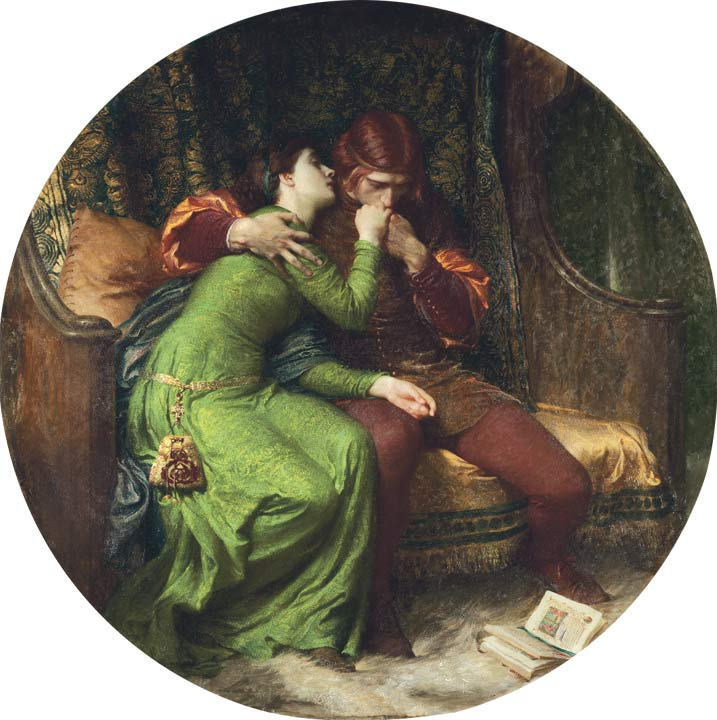
Frank Dicksee, Paolo e Francesca

### Cinema
- Francesca da Rimini; or, The Two Brothers, regia di James Stuart Blackton, 1908
- Francesca da Rimini, regia di Blackton, 1910
- Paolo e Francesca, regia di Raffaello Matarazzo, 1949.

### Musica
- Pëtr Il'ič Čajkovskij, Francesca da Rimini op. 32, fantasia sinfonica
- Sergej Rachmaninov, Francesca da Rimini, opera lirica
- Ambroise Thomas, "Françoise de Rimini", opera lirica su libretto di Jules Barbier e Michel Carré, andata in scena il 14 aprile 1862 a Parigi
- Riccardo Zandonai, Francesca da Rimini, opera lirica tratta dal dramma omonimo di Gabriele D'Annunzio, rappresentata nel 1913
- Luigi Mancinelli, Paolo e Francesca, opera lirica in un atto su libretto di Arturo Colautti, rappresentata a Bologna nel 1907
- Emanuele Borgatta, Francesca da Rimini, melodramma andato perduto, a parte un'aria
- New Trolls, Paolo e Francesca, album UT, 1972
- Murubutu, Paolo e Francesca[7], album Infernum, 2020
- Angelo Iannelli, Paolo a Francesca[7], album Vicini margini, 2024
- Saverio Mercadante "Francesca da Rimini", 1830-31, prima esecuzione moderna 2016.

### Pittura
- Francesca da Rimini e Paolo Malatesta osservati da Dante e Virgilio, serie di dipinti realizzati da Ary Scheffer.

### Videogiochi
- In Dante's Inferno, avventura dinamica del 2010, Francesca da Rimini è una delle anime dannate che è possibile assolvere o dannare.